# Junkers Ju 160
Юнкерс Ю 160 (нем. Junkers Ju 160) - немецкий пассажирский самолёт. Ju 160 представлял собой одномоторный цельнометаллический моноплан с убирающимися шасси. Ju 160 был построен взамен Ju 60, проигравшему конкурс авиакомпании Lufthansa He 70. В люфтваффе Ju 160 применялись для обслуживания испытательных центров, для испытания различного оборудования. Часть Ju 160 испытывались в испытательном центре в Травемюнде, а часть Ju 160 попали в авиашколы.

## Технические характеристики
- Размах крыла: 14,32 M
- Длина: 12,00 M
- Высота: 3,92 M
- Площадь крыла: 34,80 M²
- Масса пустого: 2 180 кг
- Нормальная взлётная масса: 3 550 кг
- Mаксимальная скорость для земли: 335 км/ч
- Крейсерская скорость на высоте: 315 км/ч
- Посадочная скорость: 100 км/ч
- Начальная скорость подъема: 4,55 M/c
- Время набора высоты 1 000 M: 3,7 минуты
- Время набора высоты 3 000 M: 15,00 минуты
- Практический потолок: 5 200 M
- Выносливость: 3,75 ч
- Практическая дальность: 1 100 км